# Leonard Weaver

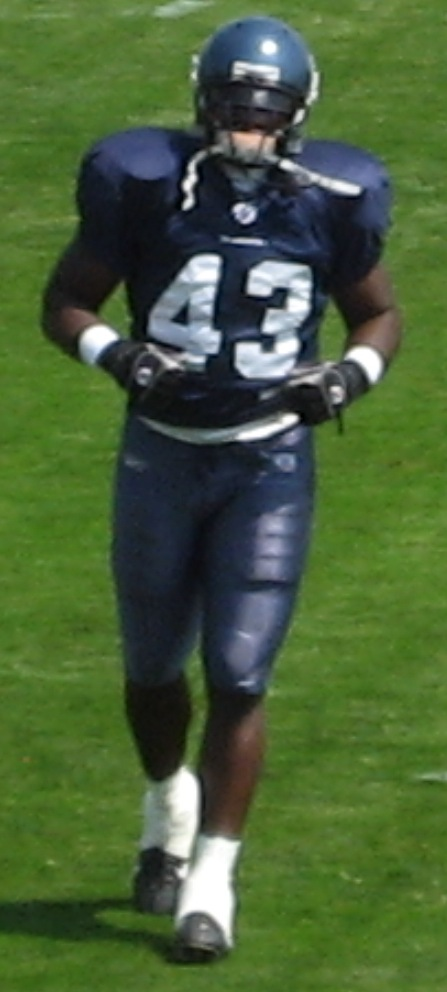
Leonard Weaver

Leonard T. Weaver III, (23 de setembro de 1982, Melbourne, Flórida) é um ex-jogador de futebol americano que jogava na posição de fullback na National Football League . Foi contratado como agente livre pelo Seattle Seahawks em 2005 e jogou pelo Philadelphia Eagles em 2009 e 2010. Jogou futebol americano universitário pela Carson–Newman College.

## Carreira na NFL

### Seattle Seahawks
Weaver assinou com o Seattle Seahawks como undrafted free agent em 2005 e assumiu a posição de fullback.
Na pré-temporada de 2006, ele contundiu o joelho, forçando o Seahawks a coloca-lo no injured reserve.
Depois que o fullback titular Mack Strong sofreu uma contusão no pescoço, o que o forçou a se aposentar, Weaver foi nomado como fullback titular do Seahawks. Seu primeiro jogo como titular foi contra o New Orleans Saints, onde Weaver carregou a bola 3 vezes para 40 jardas e fez 3 recepções para 53 jardas. Ele marcou seu primeiro touchdown contra o St. Louis Rams em 25 de novembro de 2007 numa corrida de 5 jardas.
Weaver renovou então com o time em 2008 por 1 ano valendo US$1.417 milhões.

### Philadelphia Eagles
Weaver, que virou unrestricted free agent ao termino da temporada de 2009, assinou por um ano com o Philadelphia Eagles por US$1.75 milhões de dolares em 20 de março de 2009, e os incentivos poderiam fazer que seu contrato valesse na verdade US$2.5 milhões. Ele marcou seu primeiro touchdown pelo Philadelphia Eagle em 1 de novembro de 2009 contra o New York Giants numa corrida de 41 jardas.
Weaver foi selecionado para o Pro Bowl de 2010 como fullback titular.
Ao termino da temporada de 2009, Weaver se tornou restricted free agent e então assinou um contrato de 3 anos valendo US$11 milhões. Esse acordo faz dele o fullback mais bem pago na história da NFL.
Em 2010, depois de uma cirurgia complicada, Weaver foi dispensado pelos Eagles.